# Willa Eisenacka
Willa Eisenacka – zabytkowa willa w Tczewie, zbudowana w 1911 roku. Należała do kupca zbożowego Eisenacka. W 1935 właścicielem budynku został lekarz Włodzimierz Meger. W czasie II wojny światowej obiekt użytkowały lokalne struktury NSDAP. Współcześnie jest siedzibą tczewskiego Sanepidu. W 1995 została wpisana do rejestru zabytków.